# سكب أوروبي
سَكَب الغرب أو السَكَبُ الأوروبي أو السانيكولة الأوروبية أو شافية أو عشبة القديس لوران أو سكب (الاسم العلمي: Sanicula europaea)، هو نوع نباتي ينتمي إلى جنس سكب من الفصيلة الخيمية.

## البيئة والانتشار
موطنه بلاد الشام والمغرب العربي وتركيا والقوقاز وكل مناطق أوروبا من اليونان والبلقان إلى إسبانيا والبرتغال وشمالاً من إيرلندا وبريطانيا إلى فنلندا وروسيا.